# Jakob Preuss

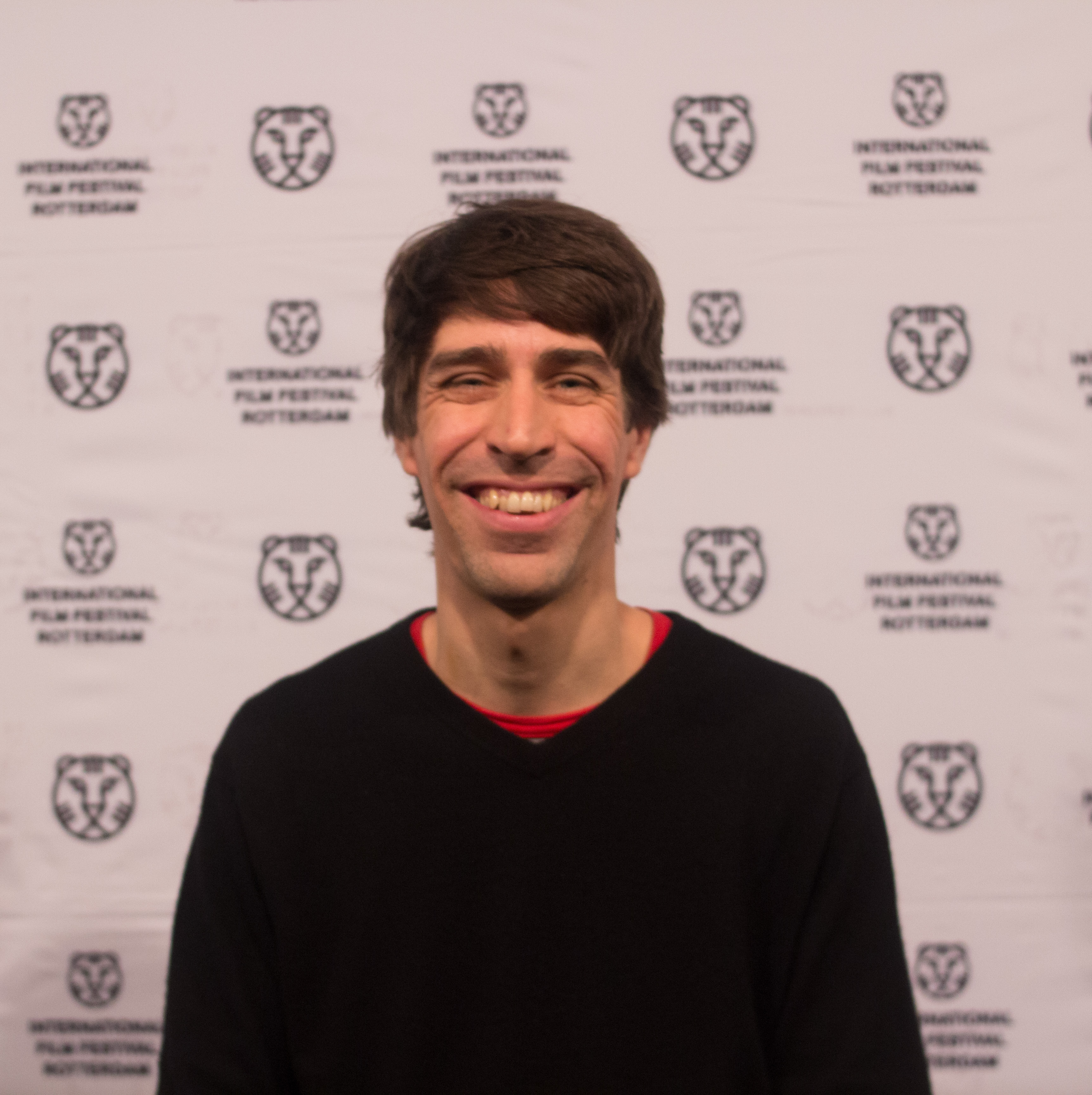
Jakob Preuss, 2017

Jakob Preuss (* 1975 in Berlin) ist ein deutscher Dokumentarfilmer.
Preuss studierte zunächst Jura in Köln und Paris sowie Europäische Studien in Warschau. 2007/2008 betreute er das GUS-Referat von „Reporter ohne Grenzen“.
Als Dokumentarfilmer bekannt wurde Preuss durch The Other Chelsea, eine mehrjährige Studie über Donezk, die Bergbaumetropole der Ostukraine. Der Streifen kontrastiert die Schicksale einfacher Arbeiter mit dem Leben eines politischen Jungstars der in der Region führenden prorussischen Partei und mit jenem von Rinat Achmetow, dem reichsten und mächtigsten Oligarchen der Ukraine und Förderer des damaligen Präsidenten Wiktor Janukowytsch. Als verbindendes Element fungiert der erfolgreiche Fußballklub der Stadt, Schachtar Donezk, der im Besitz von Achmetow steht, von diesem ein luxuriöses neues Stadion erhalten hat und durch großzügigen Zukauf internationaler Spieler an Niveau gewonnen hat. Dem stellt Preuss die zum Teil noch archaischen und gefährlichen Bedingungen in den Kohlengruben des Donbass gegenüber. Dieses Langfilm-Debüt wurde mehrfach ausgezeichnet, unter anderem erhielt Preuss dafür den Max-Ophüls-Preis 2011 (Best Documentary), den First Steps Award und den Grimme-Preis 2012.
Der Dokumentarfilm Als Paul über das Meer kam – Tagebuch einer Begegnung feierte im Rahmen des 38. Filmfestival Max Ophüls Preis 2017 seine Deutschlandpremiere im Dokumentarfilmwettbewerb. In dem Film folgt Preuss dem Kameruner Paul Nkamani bei seinen Versuchen das Mittelmeer zu überqueren und der anschließenden Bürokratie und dem Alltag eines Flüchtlings in Europa. Der Film wurde auf zahlreichen Festivals prämiert unter anderem wurde er beim 20th Shanghai International Film Festival mit dem Golden Goblet Award als Bester Dokumentarfilm ausgezeichnet.